# Pierre François Charles Augereau

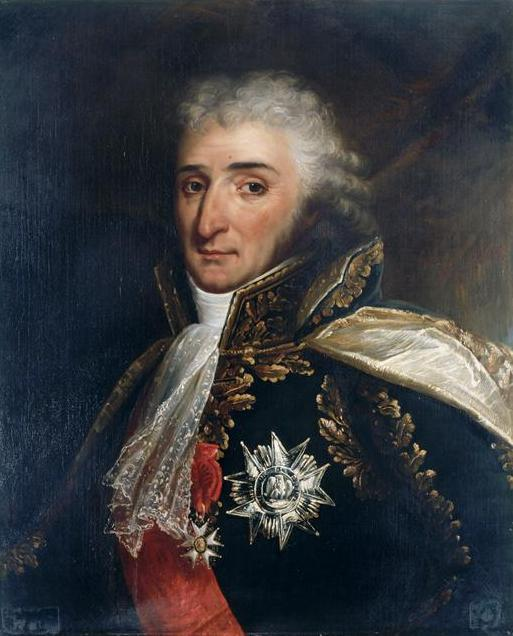
Charles Pierre François Augereau

Pierre François Charles Augereau, als duc de l'Empire 1e hertog van Castiglione (Parijs, 21 oktober 1757 - La Houssaye-en-Brie, 12 juni 1816) was een Frans militair en maarschalk van Frankrijk.

## Jonge jaren
Augereau was de zoon van een Parijse fruitverkoper; zijn moeder was een Duitse. Hij schreef zich op zeventienjarige leeftijd in bij het leger en kwam bij de dragonders. Augereau was een berucht zwaardvechter en duellist, maar ontvluchtte Frankrijk, nadat hij een officier in een ruzie had gedood. Hij verbleef tijdelijk in Zwitserland en naar eigen zeggen diende hij in het Russische leger onder Aleksandr Soevorov tegen het Ottomaanse Rijk, de zogenaamde Russisch-Turkse Oorlogen. Hij diende in het Pruisische onder Frederik Hendrik Lodewijk van Pruisen. Hij zou scherm- en dansleraar zijn geworden in Dresden toen hij niet verder opklom. In 1781 was hij terug in Frankrijk na een algemene amnestie en is in 1784 naar de Bourgogne gestuurd als carabinier. Hij was rond 1787 in het Napolitaanse leger voor een modernisering van dat leger, maar is met een geliefde, de dochter van een Griekse koopman, vertrokken naar Portugal. In 1792 werden alle Fransen het land uitgewezen en Augereau werd gevangengenomen en keerde terug na ingrijpen van zijn vrouw. Hij diende zich aan bij het Franse leger en streed in de Eerste Coalitieoorlog.

## Franse Revolutie

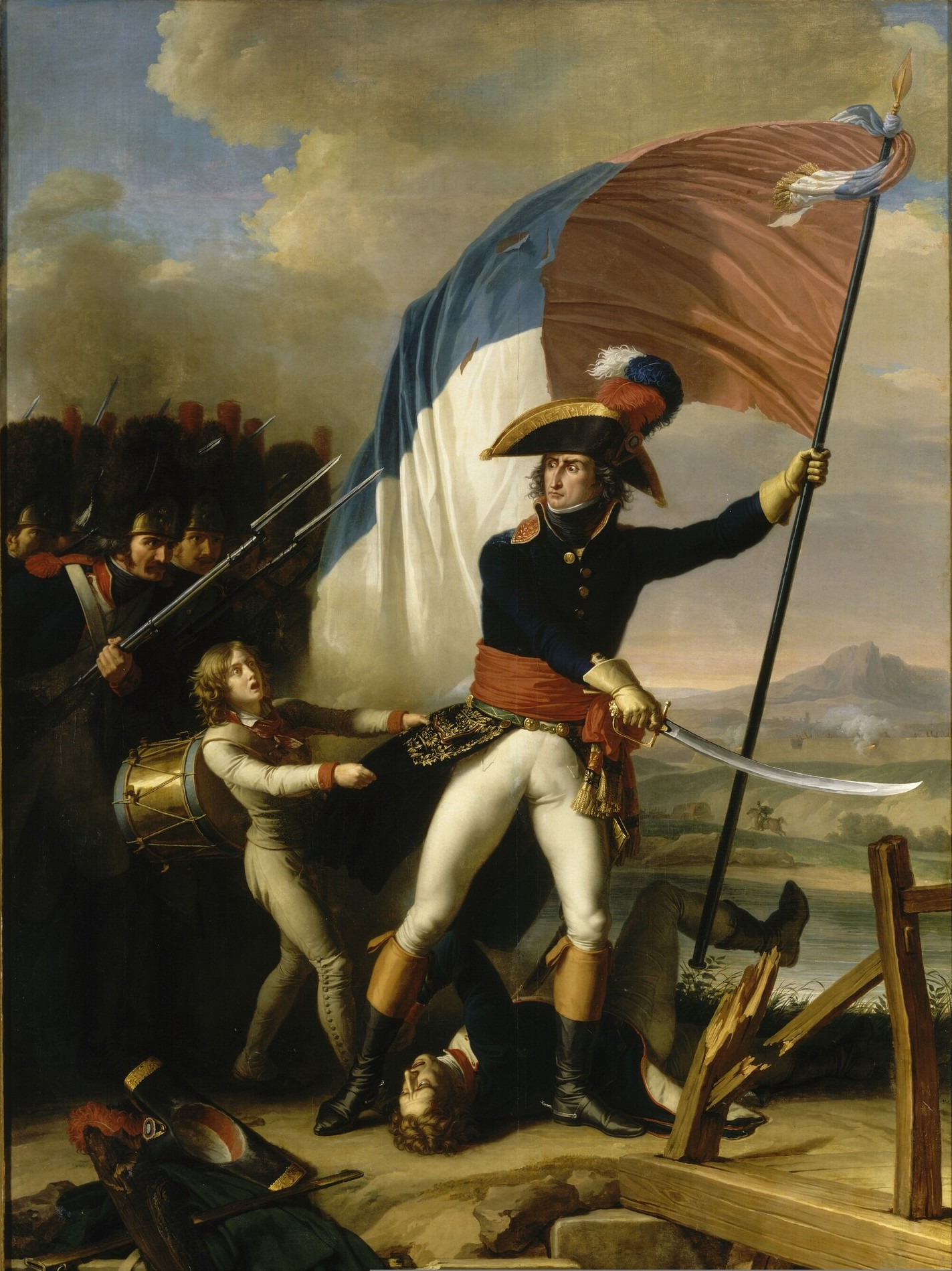
Augereau au pont d’Arcole, 15 novembre 1796, Claude Noël Thévenin, 1798.

Augereau bestreed met succes de opstand in de Vendée en voegde zich daarna bij de troepen in Perpignan om het Spaanse leger in de Pyreneeën tegen te houden (1794-1795). Bij de Vrede van Bazel (1795) gaf Spanje zich gewonnen. Augereau werd benoemd in de rang van divisiegeneraal. Zijn divisie diende in de Italiaanse Veldtocht van 1796-1797 van Napoleon en streed tegen de Oostenrijkers in Tirol. Augereau nam deel aan de Slag bij Millesimo en het beleg van het kasteel van Cosseria in 1796. In de Slag bij Castiglione onderscheidde hij zich het meest. Ook  Augereau vulde zijn zakken in Noord-Italië.
Napoleon volgde Augereaus raadgevingen op en brak het beleg van Mantua tijdelijk op, om op die manier Wurmser met zijn gehele leger te kunnen aanvallen. Napoleon, die zelf geen zin had, stuurde Augereau, die ziek was geworden, in september 1797 naar Parijs met de vaandels uit Mantua en een politieke opdracht. Hij moest volgens Simon Schama de Augiasstal reinigen en de jakobijnse leden van het Directoire steun geven. Een conflict tussen Paul Barras en drie andere leden van het Directoire werd in het voordeel beslist. Tegen zijn verwachting in werd Augereau niet benoemd als lid van het Directoire, maar in de Raad van Vijfhonderd. Om hem uit te Parijs weg te krijgen, kreeg hij het commando van Franse troepen aan de Rijn. Augereau steunde de staatsgreep van Napoleon van 18 Brumaire (1799).
Augereau is vervolgens door Napoleon naar de Bataafse Republiek gestuurd. Hij was boven Joubert en Brune geplaatst. Er ontstond weerstand tegen deze benoeming, want Jan Willem de Winter reisde af om de zaak bij te leggen. Augereau wist een "derde staatsgreep" door Daendels te voorkomen, door in de instelling van een Staatsbewind in september 1801.
Na de Vrede van Amiens of de Vrede van Lunéville zou hij zich teruggetrokken hebben op zijn buitenverblijf bij Melun. In 1804 kreeg hij de titel Maarschalk van Frankrijk. Augereau trok met een Frans-Bataafs leger naar Frankfurt en Würzburg, waarna de Rijnbond (1806) tot stand kwam.

## Napoleontische oorlogen
Na de machtsovername van Napoleon werd Augereau commandant van een legerkamp in Brest, dat voorbereidingen trof voor de geplande invasie van Groot-Brittannië. Toen deze invasie werd afgeblazen, wegens de groeiende dreiging van Rusland en Oostenrijk, vormde hij met zijn kamp het VIIe Korps van de Grande Armee. Hij moest de communicatielijnen verdedigen ten tijde van de campagne van Ulm in de Derde Coalitieoorlog. Ook vocht hij met zijn korps in de slagen van Konstanz en Bregenz.
In de Vierde Coalitieoorlog was Augereau nog steeds de bevelhebber van het VIIe Korps. Hij onderscheidde zichzelf in de Slag bij Jena, waarin zijn korps de linkerflank vormde. In het begin van 1807 leed hij aan een zware griep, maar toch voerde hij het bevel over zijn troepen tijdens de slag bij Eylau op 7 februari van dat jaar. Hij moest hiervoor op zijn paard ondersteund worden. Bij Eylau werd zijn korps haast vernietigd en de maarschalk zelf liep een wond op, waarvan hij nooit meer volledig herstelde.
In 1808 kreeg Augereau de titel hertog van Castiglione voor zijn verdiensten tijdens de gelijknamige veldslag in 1796. In de jaren daarna werd hij naar Spanje overgeplaatst, waar hij een aantal successen boekte, maar wreed optrad. Ook in de invasie van Rusland (1812) en de militaire campagne in Saksen (1813) kon hij zich niet meer onderscheiden. Bij de invasie van Frankrijk door de geallieerden in 1814 moest hij Lyon verdedigen. Hij kreeg de leiding over het Armée de Lyon, een haastig bijeengebracht leger van ongeveer 10.000 man. Op 18 maart werd zijn leger bij de Saône verslagen door een veel groter Oostenrijks leger. Onder dekking van zijn cavalerie wist Augereau wel op geordende wijze terug te plooien op Lyon. Al op 21 maart ging Lyon verloren. Augereau beschouwde de verdediging van de stad als onmogelijk, gezien de vijandige overmacht. Hij trok zich met zijn legertje terug naar Valence, wat Napoleon als verraad zag.
Na de abdicatie van Napoleon op 11 april 1814, vroeg hij zijn soldaten de witte kokarde van de Bourbons te dragen en stelde de gewezen keizer aan de kaak als een tiran. Daarop diende hij onder Lodewijk XVIII van Frankrijk, maar bij de Honderd Dagen liep hij over naar Napoleon, die hem echter geen functie wilde geven. Na de tweede en definitieve abdicatie van Napoleon ontnam Lodewijk XVIII hem zijn titel en wedde van generaal. Hij stierf in 1816 en is begraven op het Cimetière du Père-Lachaise.
- Biblioteca Nacional de España: XX4925288
- Bibliothèque nationale de France: cb12192401d (data)
- Biografisch Portaal: 52038287
- Catàleg d'autoritats de noms i títols de Catalunya: 981058510856406706
- Gemeinsame Normdatei: 119075962
- International Standard Name Identifier: 0000 0001 0777 7582
- Library of Congress Control Number: n91073658
- Nationale Bibliotheek van Polen: a0000002599403
- Nederlandse Thesaurus van Auteursnamen: 074830422
- SNAC: w6fv0c8m
- Système universitaire de documentation: 030526841
- Union List of Artist Names: 500354559
- Virtual International Authority File: 15518471
- WorldCat: E39PBJjt9bKhGWxbCJKpJryGHC

Louis Alexandre Berthier · Joachim Murat · Bon Adrien Jeannot de Moncey · Jean-Baptiste Jourdan · André Masséna · Pierre François Charles Augereau · Jean-Baptiste Bernadotte · Guillaume Brune · Nicolas Jean-de-Dieu Soult · Jean Lannes · Édouard Adolphe Casimir Joseph Mortier · Michel Ney · Louis Nicolas Davout · Jean-Baptiste Bessières · François Christophe Kellermann · François Joseph Lefebvre · Dominique-Catherine de Pérignon · Jean-Mathieu-Philibert Sérurier · Claude Victor-Perrin · Étienne Jacques Joseph Macdonald · Nicolas Charles Oudinot · Auguste de Marmont · Louis Gabriel Suchet · Laurent de Gouvion Saint-Cyr · Józef Poniatowski · Emmanuel de Grouchy